# Jesús Rodríguez Almeida
Jesús Rodríguez Almeida (Ciudad de México, 5 de noviembre de 1971) es un abogado y funcionario público mexicano. De diciembre de 2018 a enero de 2019 se desempeñó como encargado del Despacho de la Gobernatura del Estado de Puebla, debido a que era Secretario General de Gobierno del Estado en el momento en que la gobernadora Martha Erika Alonso perdió la vida en un accidente aéreo.

## Biografía
Jesús Rodríguez Almeida nació en la Ciudad de México el 5 de noviembre de 1971. Estudió el doctorado en Derecho por el Instituto Internacional del Derecho y el Estado, cuenta con maestría en Ciencias Penales por el Instituto Nacional de Ciencias Penales (INACIPE), una especialidad en Ciencia Jurídico Penal y cursó la licenciatura en Derecho por la Universidad Tecnológica de México. Asimismo, es egresado del Instituto de Formación Profesional de la Procuraduría General de Justicia del Distrito Federal como agente del Ministerio Público.

## Trayectoria profesional
Jesús Rodríguez Almeida ha sido un funcionario público mexicano que se ha desempeñado en diversos cargos públicos en los tres niveles de gobierno (federal, estatal y municipal).
A nivel federal, destaca que en el 2018 fue director general jurídico, de Derechos Humanos y Transparencia del Instituto Nacional de Migración (INM) dependiente de la Secretaría de Gobernación. También trabajó en la entonces Procuraduría General de la República como Coordinador de Investigaciones en la Subprocuraduría de Coordinación General y Desarrollo; y como Subdelegado Sustantivo de la extinta Agencia Federal de Investigación. Además, fue Director de Secuestros y Robo de la Policía Federal Preventiva.
A nivel estatal, destaca su trabajo en Puebla, la Ciudad de México y el Estado de México. De agosto de 2015 a finales de 2017 se desempeñó como titular de la Secretaría de Seguridad Pública del Estado de Puebla durante la administración del gobernador Rafael Moreno Valle. Posteriormente, en 2018 fue nombrado Secretario General de Gobierno del Estado por Martha Erika Alonso; y finalmente fue encargado del despacho de la Gubernatura después del fallecimiento de la entonces gobernadora.
Del 5 de diciembre de 2012 al 5 de diciembre de 2014 fue Secretario de Seguridad Pública del Distrito Federal en el gobierno de Miguel Ángel Mancera. Anteriormente había sido Procurador General de Justicia del Distrito Federal, además de Subprocurador de Averiguaciones Previas Centrales y Fiscal de Procesos Penales Norte en la misma Procuraduría. 
Finalmente, fue Director de Inteligencia de la Agencia de Seguridad Estatal (ASE) del Estado de México.
A nivel municipal se desempeñó como director general de la Cárcel Pública Municipal de Cancún, Quintana Roo; y como Director y Primer Comandante de la Policía Ministerial Investigadora en Ciudad Juárez, Chihuahua. 

## Trayectoria académica
Cursó la especialidad de la Agencia Japonesa de Cooperación Internacional y el Instituto de las Naciones Unidas para Asia y Extremo Oriente para la Prevención del Crimen y Tratamiento de los Delincuentes.
Acreditó la capacitación especializada en la Academia Nacional del FBI, la de Administración de Cumplimiento de Leyes sobre Drogas de la DEA. Ha tomado cursos en la Agencia Española de Cooperación Internacional, el Servicio de Cooperación Internacional de la Policía Francesa, la Policía Nacional de Colombia y en la California Western School of Law de San Diego, California. Fue ponente en la 2.ª Conferencia de Ciudades Seguras en Tel Aviv, Israel; en la Harvard Law School de la Universidad de Harvard en Cambridge, Estados Unidos; y en el Departamento de Justicia de Estados Unidos, entre otros. 
Además, fue participante en el Intercambio Binacional México Estados Unidos de Procuradores Generales en la Conferencia de Procuradores Generales de Justicia del Oeste de los Estados Unidos, en Anaheim, California. Y con el propósito de intercambiar experiencias en materia de seguridad pública y buenas prácticas en materia de administración policial, visitó el New York Police Department (NYPD), la New Scotland Yard, así como el Ministerio de Defensa de Israel.
En su actividad docente destaca como catedrático de Posgrados y Especializaciones de Profesionalización de las Ciencias Penales en diversas universidades, academias e institutos. Ha sido Sinodal y Jurado de exámenes de Posgrado en el INACIPE y Capacitador del Sistema Acusatorio Adversarial en el Consejo de Coordinación para la Implementación del Sistema de Justicia Penal en la Secretaría de Gobernación.
Tiene diversas investigaciones y artículos publicados sobre la Teoría del Derecho Penal entre las que destacan: alternativas para establecer una Policía de Investigación en el Distrito Federal; el Análisis Social sobre el Delito de Violación; la Administración de Justicia Penal y su respuesta a la Ciberdelincuencia; Hacía una Policía Democrática en la Ciudad de México; y 40 motivos para ser orgullosamente INACIPE.